# Raymond Spruance
Raymond Spruance Ames (Baltimore, 3 de juliol de 1886 † Pebble Beach, 13 de desembre de 1969) va ser un almirall de l'Armada dels Estats Units a la Segona Guerra Mundial

En agost de 1943 fou posat al comandament de la Central Pacific Force, que es reanomenà Cinquena flota el 26 d'abril de 1944, i estigue al comandament de les forces navals dels EUA en dues de les batalles navals més importants de la Guerra del Pacífic. Menys de dos dies abans del llançament des de Pearl Harbor per contraatacar a Midway, el comandant de la força de transport de la flota de Nimitz, l'almirall Halsey, va ser hospitalitzat i va recomanar immediatament l'almirall Spruance com el seu reemplaçament amb l'almirall Fletcher rebent el comandament general, i fou acceptat. També ho fou durant la batalla del Mar de les Filipines. La batalla de Midway va ser la primera gran victòria per als Estats Units al Japó i és vist per molts com el punt d'inflexió de la guerra del Pacífic. La batalla del Mar de les Filipines va ser també una victòria significativa per als EUA. Un historiador de la Marina, va dir d'ell a la Batalla de Midway: 
| « | ... el rendiment de Spruance era excel·lent ...ell va sortir d'aquesta batalla com un dels mes grans almiralls de la història naval nord-americana | » |

Després de la guerra, Spruance va ser nomenat President de l'Acadèmia de Guerra Naval, i després va servir com a ambaixador dels Estats Units a les Filipines.

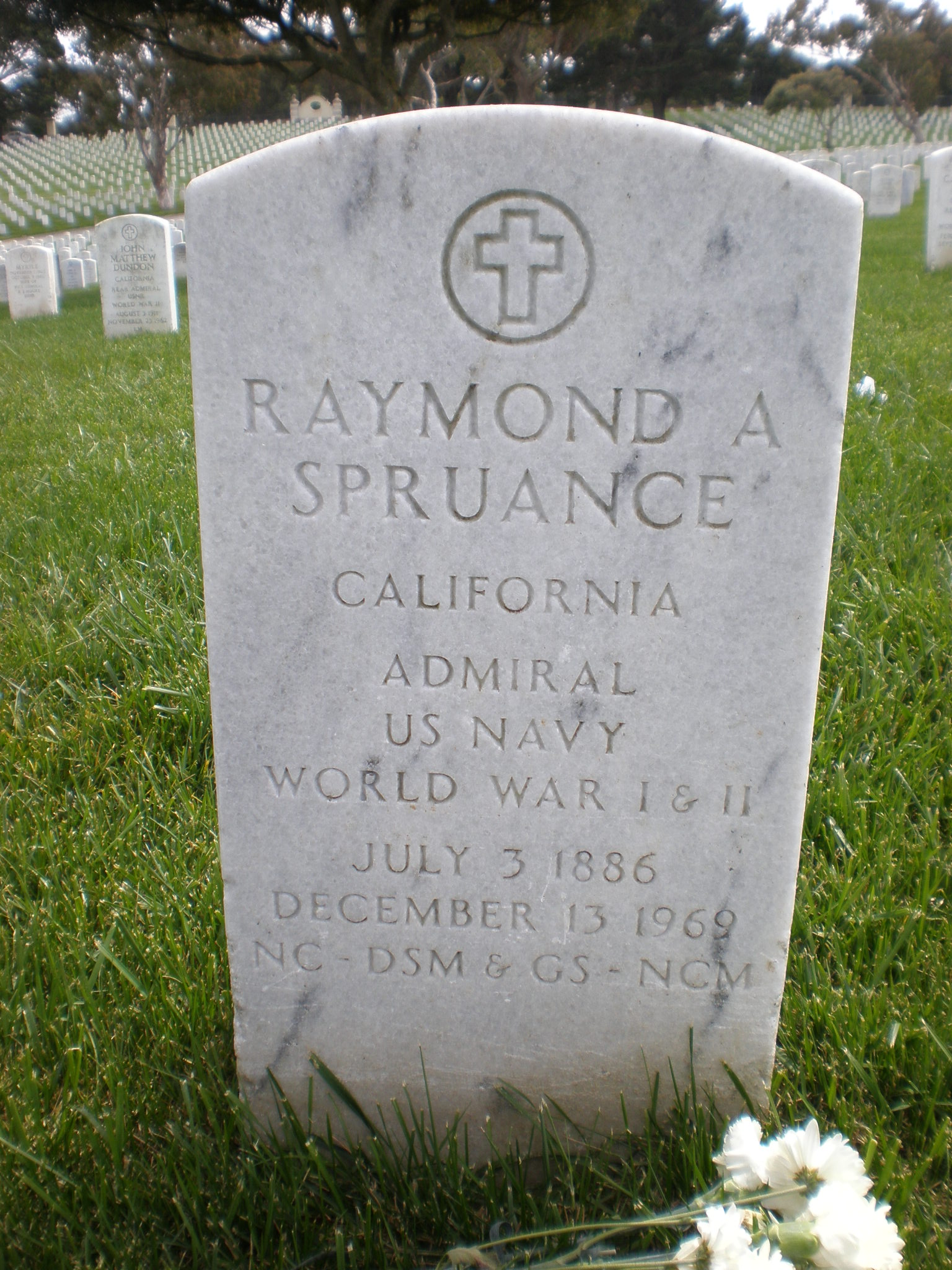
làpida al Cementiri Nacional de Golden Gate

Spruance va morir a Pebble Beach, Califòrnia el 1969. Va ser enterrat amb honors militars amb la seva dona, Margaret Dean l'Almirall de la Flota Chester Nimitz, el seu vell amic l'almirall Richmond K. Turner, i l'almirall Charles A. Lockwood, en un arranjament fet per tots ells en vida.